# Voodoo Magic
Voodoo Magic är en låt skriven av Alexander Bard, Anders Hansson och Marina Schiptjenko. Singeln släpptes 2005.  och var musikgruppen Bodies Without Organs sjunde och sista singel från deras debutalbum Prototype från 2004. 
Voodoo Magic testades på Svensktoppen den 29 januari 2006 , men tog sig aldrig in.  En mix av låten finns med i filmen Frostbiten.

## Listplaceringar
| Lista (2005-2006) | Position |
| ----------------- | -------- |
| Finland           | 12       |
| Sverige           | 38       |

### Fotnoter
1. ↑  ”Svensk mediedatabas”. http://smdb.kb.se/catalog/id/002011426. Läst 26 maj 2011.
2. ↑  ”Svensk mediedatabas”. http://smdb.kb.se/catalog/id/001434667. Läst 26 maj 2011.
3. ↑  ”Svensktoppen”. 29 januari 2006. http://sverigesradio.se/sida/topplista.aspx?programid=2023&date=2006-01-29. Läst 26 maj 2011.
4. ↑  ”Svensktoppen”. 5 februari 2006. http://sverigesradio.se/sida/topplista.aspx?programid=2023&date=2006-02-05. Läst 26 maj 2011.
5. ↑  Placeringar på den finländska singellistan
6. ↑  Placeringar på den svenska singellistan